# Iglesia de la Mensa Christi
La Iglesia de la Mensa Christi (en hebreo: כנסיית מנזה כריסטי) es una iglesia católica ubicada en Nazaret, en el norte de Israel.
Las tres décadas que pasó Jesús en Nazaret son comúnmente llamadas los "años de silencio." Durante siglos, los cristianos han buscado sitios en Nazaret para conmemorar acontecimientos de la vida de Jesús. Mensa Christi, que en latín quiere decir "Tabla de Cristo" contiene un trozo de tiza que, según la tradición, fue la roca sobre la que Jesús cenó con sus discípulos después de su resurrección.
Los franciscanos inicialmente construyeron una capilla en este lugar en la segunda mitad del siglo XVIII. La iglesia actual, una renovación de la capilla anterior, se completó en 1861. El gobierno israelí, en un proyecto conjunto con el municipio local, recientemente completó una renovación de $ 80 millones y la restauración de la antigua ciudad de Nazaret, como parte de las celebraciones del Milenio del año 2000.